# Walter Meyer
Walter Meyer, född 14 september 1904 i Tangermünde, död 5 december 1949 i Buchenwald, var en tysk roddare.
Meyer blev olympisk guldmedaljör i fyra med styrman vid sommarspelen 1932 i Los Angeles.